# Burgerlijk wetboek
Een burgerlijk wetboek is een document dat het gehele of een groot deel van het burgerlijk recht (dat wil zeggen, de rechtsverhoudingen tussen personen) in een bepaalde jurisdictie verzamelt. Het is te onderscheiden van een strafwetboek of wetboek van strafrecht, dat het geheel of een groot deel van het strafrecht in een bepaalde jurisdictie verzamelt.
De meeste burgerlijke wetboeken die heden ten dage over de hele wereld worden gebruikt, gaan terug op twee modellen van continentaal recht: de Franse Code Napoléon van 1804 en het Duitse Bürgerliches Gesetzbuch van 1900.

## Geschiedenis
De Byzantijnse keizer Justinianus I heeft in de 6e eeuw al eens gepoogd om een logische, structurele verzameling te maken van wetten aangaande burgerlijk recht, vervat in zijn Corpus Iuris Civilis.
De Code Napoléon, officieel Code civil des Français of kortweg Code civil, ingevoerd op 21 maart 1804 aan het eind van de Eerste Franse Republiek in opdracht van Eerste Consul Napoleon Bonaparte, was het invloedrijkste moderne burgerlijk wetboek. Het Belgisch Burgerlijk Wetboek is – evenals het vorige en in mindere mate het huidige Nederlandse wetboek – afgeleid van de Code Napoléon. 
De Code Napoléon was overigens niet het eerste burgerlijk wetboek dat werd ingevoerd in een Europees land met een continentaalrechtelijk systeem; het werd voorafgegaan door de Codex Maximilianeus bavaricus civilis (keurvorstendom Beieren, 1756), het Allgemeines Landrecht für die Preußischen Staaten (koninkrijk Pruisen, 1794) en het Westgalizische Gesetzbuch (West-Galicië, toen een provincie van Oostenrijk, 1797). Het was echter het eerste moderne wetboek dat op pan-Europese schaal werd geïntroduceerd en een krachtige invloed had op wetgeving op de staten die tijdens en na de napoleontische oorlogen zijn gevormd. De Code Napoléon beïnvloedde ontwikkelingslanden buiten Europa, vooral in het Midden-Oosten, die hun maatschappij trachtten te moderniseren door juridische hervormingen.

## Burgerlijke wetboeken per land

### Historische burgerlijke wetboeken

#### Oudheid
- Ur-III: Codex Ur-Nammu (ca. 2050 v.Chr.)
- Eshnunna: Codex Eshnunna (ca. 1930 v.Chr.)
- Isin-I: Codex Lipit-Isjtar (ca. 1870 v.Chr.)

#### Middeleeuwen
- Byzantijnse Rijk: Corpus Iuris Civilis (529–534; zeer invloedrijk in West-Europa ca. 1100–1900)[4]
- Jutland, Funen en Sleeswijk (landsdelen van Denemarken): Codex Holmiensis (1241–1900)
- Skåne, Halland en Blekinge (landsdelen van Denemarken): Codex Runicus (ca. 1300)

#### Vroegmoderne tijd
- Beieren: Codex Maximilianeus bavaricus civilis (1756)
- Oostenrijk: Codex Theresianus (ontwikkeld 1753–1766, nooit ingevoerd), Josephinisches Gesetzbuch (1787–1811, alleen personenrecht)

#### Moderne tijd
- Baden: Badisches Landrecht (1810)
- Beneden-Canada: Code civil du Bas-Canada / Civil Code of Lower Canada (1865–1994)
- Franse Republiek/Keizerrijk: Code civil des Français (1804)
- Nederland (Koninkrijk Holland): Wetboek Napoleon, ingerigt voor het Koningrijk Holland (1809–1811)
- Pruisen: Allgemeines Landrecht für die Preußischen Staaten of kortweg Allgemeines Preußisches Landrecht (1794–1899)[5]
- Saksen: Sächsisches Bürgerliches Gesetzbuch (1865–1899)
- Tsjechoslowakije (Tsjechische deel): Allgemeines bürgerliches Gesetzbuch (1918–1950, geërfd van Oostenrijk)
- West-Galicië (provincie van Oostenrijk): Westgalizisches Gesetzbuch (1797)

### Huidige burgerlijke wetboeken
- België: Burgerlijk Wetboek (België) (Frans: Code civil) (tot 1961 waren alleen de Franstalige wetteksten rechtsgeldig, met uitzondering van alle wetten ingevoerd na 1898[6])
- Catalonië: Codi Civil de Catalunya (in ontwikkeling sinds 2002)
- Duitsland: Bürgerliches Gesetzbuch (BGB) (1900)
- Frankrijk: Code civil des Français (een in de loop der tijd sterk geamendeerde versie van het origineel uit 1804)
- Nederland: Burgerlijk Wetboek (Nederland) (BW) (1838, herzien in 1970–1992), Burgerlijk Wetboek BES
- Oostenrijk: Allgemeines bürgerliches Gesetzbuch (ABGB) (1812, voortzetting van het Josephinisches Gesetzbuch)
- Zwitserland: Burgerlijk Wetboek (Zwitserland) (1907) (Code civil / Codice civile / Zivilgesetzbuch (ZGB))